# Stadio Silvio Cator
Lo Stadio Silvio Cator è un impianto sportivo della città di Port-au-Prince, capitale di Haiti.

## Nome
Il nome dello stadio è dedicato a Silvio Cator, lunghista e altista haitiano, vincitore della medaglia d'argento ai Giochi olimpici estivi di Amsterdam 1928, che fu anche sindaco di Port-au-Prince.

## Uso
Lo stadio ospita le partite interne del Violette Athletic Club, unica squadra di Haiti ad aver vinto la CONCACAF Champions League insieme al Racing Club Haïtien. Lo stadio conta circa 10 200 posti.
Quando il fortissimo terremoto di Haiti colpì la nazione, lo stadio venne usato come rifugio per i cittadini.